# Pliezhausen
Pliezhausen – miejscowość i gmina w Niemczech, w kraju związkowym Badenia-Wirtembergia, w rejencji Tybinga, w regionie Neckar-Alb, w powiecie Reutlingen, siedziba wspólnoty administracyjnej Pliezhausen. Leży nad Neckarem, ok. 7 km na północ od Reutlingen.

## Współpraca
Miejscowości partnerskie:
- Laško, Słowenia
- Mornant, Francja
- Reinsdorf, Saksonia